# Adam Ludwig Lewenhaupt
Adam Ludwig Lewenhaupt (april 1659 – 12. februar 1719), var svensk greve og general. Én af de dygtige officerer, der blev uddannet under Karl XI af Sverige, og som deltog i den store nordiske krig fra 1700 til sin død.
Han fik den uheldige opgave at skulle lede den hjælpestyrke, der skulle støde op til Karl XII's hær på dens vej ind i Rusland. Karl XII trak dog mere og mere i en østlig retning og det blev sværere for Lewenhaupt at indhente hæren. Det endte med at hjælpestyrken blev slået godt og grundigt af russerne, og man måtte efterlade kanoner og andet materiel. Senere indhentede Lewenhaupt dog Karl, men "hjælpestyrken" blev nærmere en belastning end en hjælp for den svenske hær. Det siges at Karl aldrig tilgav Lewenhaupt dette nederlag.